# ステファニー・ポンド・スミス
ステファニー・ポンド・スミス（Stephanie Pond-Smith, 1951年5月25日 - 1998年3月18日）は、アメリカ合衆国の女優、元子役。

## 出演作品
- 理由なき反抗 Rebel Without a Cause (1955)
- 王様と私 The King and I (1956)
- 左ききの拳銃 The Left Handed Gun (1958)
- リバティ・バランスを射った男 The Man Who Shot Liberty Valance (1962)
- アーバン・カウボーイ Urban Cowboy (1980)
- ポパイ Popeye (1980)